# Aloe praetermissa
Aloe praetermissa é uma espécie de liliopsida do gênero Aloe, pertencente à família Asphodelaceae.